# Asterocheres reginae
Asterocheres reginae is een eenoogkreeftjessoort uit de familie van de Asterocheridae. De wetenschappelijke naam van de soort is voor het eerst geldig gepubliceerd in 1994 door Boxshall & Huys.